# Andělská Hora (kraj morawsko-śląski)
Andělská Hora (niem. Engelsberg) – miasto w Czechach, położone w kraju morawsko-śląskim w powiecie Bruntál na obszarze Śląska, gmina katastralna Andělská Hora ve Slezsku.
Według danych z 1 stycznia 2024, liczba mieszkańców miasta wynosi 378 osób (3554. miejsce w kraju wśród miejscowości; 604. miejsce wśród miast).

## Charakterystyka
Andělská Hora była założona w 1540 jako miasto według jihlawskiego prawa górniczego. W budynku starosty znajduje się minimuzeum z historycznymi eksponatami i dokumentami. Od 1961 do 23 listopada 1990 Andělská Hora była częścią wsi Světlá Hora. Później została samodzielną wsią. 23 kwietnia 2008 ponownie otrzymała prawa miejskie. Obecnie miasto składa się administracyjnie z 2 części: Andělská Hora i Pustá Rudná (niem. Lauterseifen).

## Podział

### części gminy
- Andělská Hora
- Pustá Rudná

### gminy katastralne
- Andělská Hora ve Slezsku

## Historia
Pierwsze wzmianki o osadzie związanej z wydobyciem złota pochodzą z 1540. W 1553 stała się miastem górniczym na prawie miejskim igławskim (cz. jihlavské městské právo) i otrzymała wszelkie konieczne przywileje dzięki staraniom Johanna Starszego von Würben z Freudenthal (dzisiejszy Bruntál). W roku 1613 śląski regionalista i historyk Mikołaj Henel z Prudnika wymienił miejscowość w swoim dziele o geografii Śląska pt. Silesiographia podając jej łacińską nazwę: Engelsberga. Po wojnie trzydziestoletniej miasto oddane zostało Zakonowi Krzyżackiemu, który władał nim aż do 1639.
Według źródeł austriackich z 31 grudnia 1910, miejscowość zamieszkiwało 1789 mieszkańców, z czego 1773 stałych. W czasie spisu 1767 (99,7%) zadeklarowało język niemiecki jako ojczysty. Najbardziej liczną grupą wśród wyznawców religii byli katolicy – 1761 osób (98,4%).
Od 1961 do 23 listopada 1990 wieś Andělská Hora była częścią gminy Světlá Hora, a w 1990 została samodzielną gminą. 23 września 2008 gmina otrzymała status miasta.
W Anielskiej Górze urodził się austriacki kompozytor i poeta Eduard Schön (1825–1879), posługujący się pseudonimem E.S. Engelsberg.

## Turystyka
Znajduje się tu hotel „Anděl” oraz pensjonaty: „Amy Golden Moon” i „Privát Oaza”.
Z Andělskiej Hory prowadzi jeden szlak turystyczny na trasie:
  Andělská Hora – góra Anenský vrch – Kościół św. Anny – góra Kopřivník – Vrbno pod Pradědem,
oraz jedna ścieżka rowerowa:
 Andělská Hora – góra Anenský vrch – góra Kopřivník – Vrbno pod Pradědem.
Na wschodnim stoku góry Anenský vrch znajduje się trasa narciarstwa zjazdowego:
 długość około 650 m z wyciągiem narciarskim, określona jako łatwa.